# پانزدهمین جوایز گزینش منتقدان
در شب ۱۵ ژانویه سال ۲۰۰۹ میلادی تمامی ستارگان و کارگردانان معروف هالیوود بر روی فرش قرمز حاضر شدند و منتقدین جوایز خود را برای بهترین‌های سال ۲۰۰۹ معرفی کردند. فهرستی که در زیر میبینید همگی برندگان این جشنواره هستند. برای دیدن لیست کامل، از جمله لیست نامزدها این جا را کلیک کنید بایگانی‌شده  در ۱۹ ژانویه ۲۰۱۰ توسط Wayback Machine.

## جوایز
- بهترین فیلم : مهلکه
- بهترین کارگردانی: کاترین بیگلو - مهلکه
- بهترین فیلمنامه : کوئنتین تارانتینو - حرامزاده‌های لعنتی
- بهترین فیلمنامه (اقتباسی): جیسن ریتمن و شلدون ترنر - بالا در آسمان
- بهترین کارگردانی هنری : جیمز کامرون - آواتار
- بهترین بازیگر نقش اول مرد : جف بریجز - دل دیوانه
- بهترین بازیگر نقش مکمل مرد : کریستوف والس - حرامزاده‌های لعنتی
- بهترین بازیگر نقش اول زن : ساندرا بولک و مریل استریپ (مشترکاً) - به ترتیب جولی و جولیا و طرف مخفی
- بهترین بازیگر نقش مکمل زن : مونیک - پرشس
- بهترین فیلم انیمیشن : بالا
- بهترین بازیگران دسته جمعی : حرامزاده‌های لعنتی
- بهترین بازیگر جوان : ساورس رونان - استخوان‌های دوست داشتنی
- بهترین فیلم اکشن : آواتار
- بهترین فیلم کمدی : خماری
- بهترین فیلم خارجی زبان : آغوش‌های شکسته
- بهترین ترانه : دل دیوانه
- بهترین آهنگساز : مایکل گیاچینو - بالا
- بهترین گریم : منطقه ۹
- بهترین فیلمبرداری : آواتار
- بهترین تدوین : آواتار
- بهترین طراحی مدل لباس : ویکتوریای جوان
- بهترین صدا گذاری : آواتار